# Cintura pelviana
|  | Aquest article tracta sobre la zona del cos sota les costelles i sobre el melic. Vegeu altres significats a Cintura escapular i Cintura (anatomia) |

En anatomia humana, la cintura pelviana o pelvis òssia és el primer segment del membre inferior (o pelvià). La conformen els coxals, un en cada costat de la línia mitjana. Al seu torn, cada coxal resulta de la unió de l'ili, isqui i pubis, ossos que es fusionen en edat molt primerenca.

## Estructura

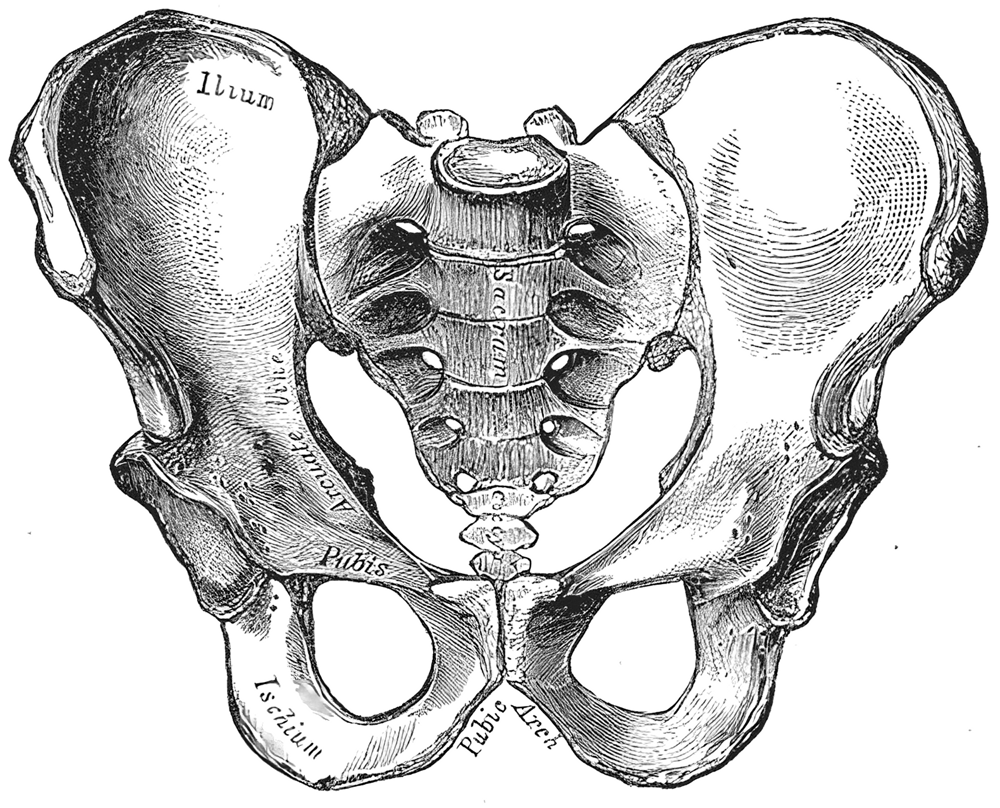
Pelvis òssia masculina, vista frontal.

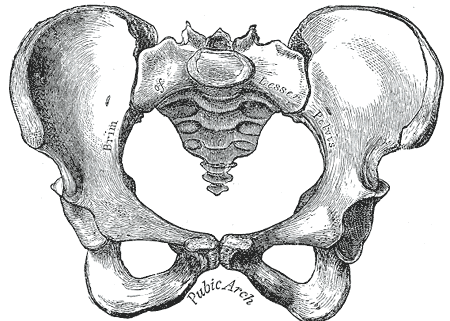
Pelvis òssia femenina, vista frontal

Aquest conjunt ossi compleix diverses funcions: dona suport mecànic i protecció als òrgans pelvians i del baix ventre; articula els membres inferiors a la porció inferior del tronc; permet la biodinàmica de la bipedestació; etc.
A la pelvis òssia es poden descriure dues superfícies i dues obertures:
- Una superfície exterior 
  - Part anterolateral: símfisi pubiana + làmina quadrilàtera + raça horitzontal i descendent del pubis + forat isquiopúbic;
  - Part lateral: fossa ilíaca externa + cavitat cotiloide + branca descendent de l'isqui + tuberositat isquiàtica;
  - Part posterior: cara posterior de l'os sacre i del còccix.
- Una superfície interior

La cavitat que limita la superfície interior està dividida en dues parts per un relleu gairebé circular anomenat estret superior (una part superior o pelvis major) i una part inferior o pelvis menor o excavació pelviana (cavum pelvis).
- Una obertura superior
- Una obertura inferior.

## Articulacions de la pelvis òssia
- Símfisi pubiana.
- Articulació sacrococcígea.
- Articulació sacroilíaca.
- Maluc.
- Lligaments sacrociàtics.
- Membrana obturatriu.

## Variacions de la pelvis òssia segons el sexe
- Les parets de la pelvis en la dona són menys gruixudes que en l'home.
- La símfisi pubiana de la dona és a una alçària menor.

Il·lustració amb els ossos que conformen una cintura pelviana humana.